# Juan Catalán Magni
Juan Tomás Catalán Magni (Arrecifes, Provincia de Buenos Aires, 7 de enero de 1998) es un piloto argentino de automovilismo de velocidad. De trayectoria incipiente, se inició en el ambiente del karting zonal, donde compitió hasta sus 15 años. Tras su paso por el karting, inició su carrera profesional al debutar en la divisional TC Pista Mouras de la Asociación Corredores de Turismo Carretera, en el año 2015. Para 2016, debutó en la divisional TC Mouras, donde además de obtener su primera victoria a nivel profesional, también se proclamó campeón de la especialidad, contando con 17 años y 11 meses de edad. Este lauro lo volvería a hacer acreedor de un nuevo ascenso, anunciando su debut en la divisional TC Pista para el año 2017.
En el año 2017, además de su debut en el TC Pista, concretó también su debut en el Turismo Carretera al ser convocado para participar como piloto invitado de Juan Manuel Silva en la competencia de los 1000 km de Buenos Aires del Turismo Carretera. En esta competencia, la dupla se alzó con el triunfo permitiendo además la consagración de Catalán Magni en el día de su debut en esta categoría, algo que no sucedía desde el año 2003 siendo justamente su compañero Silva quien lograra ese hito. Este triunfo le permitió a Catalán Magni ingresar al historial de pilotos ganadores del TC como el ganador número 210, a la vez de convertirse en el piloto más joven en obtener un triunfo en el TC al ganar con 18 años de edad, rompiendo el récord impuesto por Luis Rubén Di Palma, quien había ganado con 19 años de edad.
Entre sus relaciones personales, su padre es el excorredor Julio Catalán Magni, Senador de la República Argentina por la Provincia de Tierra del Fuego durante el período 2013-2019 y principal impulsor de su carrera deportiva.

## Trayectoria
| Año  | Categoría                                            | Marca       |
| ---- | ---------------------------------------------------- | ----------- |
| 2014 | Piloto de karts                                      | Karting     |
| 2015 | Debut en TC Pista Mouras                             | Ford Falcon |
| 2016 | TC Mouras, debut y campeonato                        | Ford Falcon |
| 2017 | Debut en TC Pista                                    | Ford Falcon |
| 2017 | Invitado a los 1000 km de Buenos Aires (Debut en TC) | Ford Falcon |

- [6]

### Trayectoria en TC Pista Mouras
| Año  | Equipo                   | Automóvil   | Fechas | Fechas | Fechas | Fechas | Fechas | Fechas | Fechas | Fechas | Fechas | Fechas | Fechas | Fechas | Fechas | Fechas | Posición final     |
| ---- | ------------------------ | ----------- | ------ | ------ | ------ | ------ | ------ | ------ | ------ | ------ | ------ | ------ | ------ | ------ | ------ | ------ | ------------------ |
| 2015 | Catalán Magni Motorsport | Ford Falcon | 01     | 02     | 03     | 04     | 05     | 06     | 07     | 08     | 09     | 10     | 11     | 12     | 13     | 14     | 7º (342.00 puntos) |
| 2015 | Catalán Magni Motorsport | Ford Falcon | 12     | 6º     | 29     | 2º     | 29     | 30     | 6º     | 6º     | 3º     | 18     | 5º     | 3º     | 3º     | 21     | 7º (342.00 puntos) |

### Trayectoria en TC Mouras
| Año  | Equipo                   | Automóvil   | Fechas | Fechas | Fechas | Fechas | Fechas | Fechas | Fechas | Fechas | Fechas | Fechas | Fechas | Fechas | Fechas | Fechas | Fechas | Posición final     |
| ---- | ------------------------ | ----------- | ------ | ------ | ------ | ------ | ------ | ------ | ------ | ------ | ------ | ------ | ------ | ------ | ------ | ------ | ------ | ------------------ |
| 2016 | Catalán Magni Motorsport | Ford Falcon | 01     | 02     | 03     | 04     | 05     | 06     | 07     | 08     | 09     | 10     | 11     | 12     | 13     | 14     | 15     | 1º (757.00 puntos) |
| 2016 | Catalán Magni Motorsport | Ford Falcon | 15     | 17     | 7º     | 12     | 2º     | 9º     | 3º     | 1º     | 15     | 2º     | 3º     | 3º     | 2º     | 4º     | 5º     | 1º (757.00 puntos) |

## Piloto más joven en conseguir el triunfo en elTurismo Carretera
El 06 de agosto de 2017, se produjo el debut en Turismo Carretera de Juan Tomás Catalán Magni. En dicha competencia, este piloto concursó como invitado del experimentado Juan Manuel Silva en la competencia de los 1000 km de Buenos Aires del Turismo Carretera, con quien compartió la conducción del Ford Falcon número 111, atendido por el equipo CM Motorsport propiedad de Julio Catalán Magni, a su vez padre de Juan Tomás. El debut oficial de Juan Tomás se produjo en la vuelta 87 de la prueba, al tomar el mando del coche de Silva y llevarlo a lo largo de 48 vueltas, devolviéndoselo a su compañero en la vuelta 135 y en posiciones de podio. Finalmente y con la ayuda de Catalán Magni, la dupla encabezada por Juan Manuel Silva terminaría por llevarse la competencia instalando dos nuevos hitos en la historia del TC, al convertirse Catalán Magni en un nuevo debutante ganador y a su vez quebrar la marca impuesta por Luis Rubén Di Palma en el año 1964, al convertirse en el ganador más joven en la historia del Turismo Carretera. Al momento de su triunfo, Catalán contaba con 18 años, 6 meses y 29 días de vida, mientras que Di Palma obtuvo su victoria a los 19 años, 7 meses y 4 días de vida.
| Piloto                   | Carrera                 | Fecha               | Fecha de nacimiento   | Edad | Edad  | Edad |
| Piloto                   | Carrera                 | Fecha               | Fecha de nacimiento   | Años | Meses | Días |
| ------------------------ | ----------------------- | ------------------- | --------------------- | ---- | ----- | ---- |
| Juan Tomás Catalán Magni | 1000 km de Buenos Aires | 6 de agosto de 2017 | 7 de enero de 1999    | 18   | 6     | 29   |
| Luis Rubén Di Palma      | Vuelta de Arrecifes     | 31 de mayo de 1964  | 27 de octubre de 1944 | 19   | 7     | 4    |

## Palmarés
| Título  | Categoría | Marca       | Año  |
| ------- | --------- | ----------- | ---- |
| Campeón | TC Mouras | Ford Falcon | 2016 |